# دیا (خواننده)
دیا (به انگلیسی: Dia) (زاده ۱۲ ژوئن ۱۹۹۲) خواننده اهل کره جنوبی است.
او عضو گروه کیس اند کرای است.